# Istorija hamburgera
Hamburger (poznat i samo kao burger) vrsta je sendviča koji se u savremenom obliku prvi put pojavio krajem 19. ili početkom 20. veka. Današnji hamburger nastao je kao posledica naglih promena kulinarskih potreba društva usled industrijalizacije, nastanka radničke i srednje klase, te povećane potražnje za jeftinijom hranom koju je moguće konzumirati i van doma.
Značajni dokazi ukazuju na to da su SAD prva zemlja u kojoj su dve kriške hleba i odrezak (spremljena pljeskavica od mlevenog mesa) spojeni u „hamburger sendvič” i tako prodati. Postoje kontroverze oko porekla hamburgera jer njegova dva osnovna sastojka (hleb i meso) bila su pripremana i konzumirana zasebno više godina u raznim zemljama pre nego što su kombinovana na ovaj ili sličan način. Nedugo nakon nastanka, hamburger je veoma brzo dobio sve trenutno primarnim sastojcima tipične dodatke: zelena salata, paradajz, crni luk, krastavac i dr.
Nakon brojnih kontroverzi u 20. veku, uključujući ’nutritivnu kontroverzu’ krajem 1990-ih, hamburger se danas u pravilu identifikuje sa Sjedinjenim Državama i određenim kulinarskim stilom dobro poznatim kao fast-fud. Uz prženu piletinu i pitu s jabukama, hamburger je postao kulinarska ikona u SAD.
Popularnost hamburgera u svetu ispoljava veću globalizaciju hrane, što obuhvata i porast međunarodne popularnosti drugih inače nacionalnih jela — među kojima je i pica (Italija) ili suši (Japan). Hamburger se raširio s kontinenta na kontinent, jer sadrži elemente prisutne u tim zasebnim kulinarskim kulturama. Ova globalna kulinarska kultura delimično je proizvod zamisli o prodaji obrađene hrane, sa čim se otpočelo 1920-ih (lanac restorana Vajt kasl i njegov vizionar Edgar Voldo „Bili” Ingram; kasnije unapređen otvaranjem Mekdonaldsa, 1940-ih). Ovo globalno proširenje pruža ekonomske tačke za poređenje, kao što je Big mek indeks (kojim se može uporediti platežna moć različitih zemalja gde se prodaje hamburger big mek).

## Počeci
Pre osporenog pronalaska hamburgera u Sjedinjenim Državama, slična hrana je postojala u kulinarskoj tradiciji Evrope. Kuvar Apicijus, kolekcija drevnih rimskih recepata koji datiraju možda i do ranog 4. veka, detaljno opisuje pripremu bifteka pod nazivom isicia omentata; servirano kao pečena pljeskavica u kojoj je govedina pomešana s borovim iglicama, crnim i zelenim biberom te belim vinom, isicia omentata je možda najranija preteča hamburgera. U 12. veku, nomadski Mongoli nosili su hranu napravljenu od nekoliko vrsta mleka (kumis) i mesa (konjsko ili kamilje). Za vreme života njihovog lidera Džingisa Kana (1167—1227), armija Mongolaca je okupirala zapadne delove teritorija današnje Rusije, Ukrajine i Kazahstana, osnivajući takozvanu Zlatnu hordu. Ova konjica koja je dominirala armijom kretala se brzo i nekada nije mogla da se zaustavlja radi ručanja, tako da su uglavnom jeli jašući. Zamotavali bi nekoliko kriški mesa pod svojim sedlima tako da se gnječe pod pritiskom i kretnjom te skuvaju toplotom od trenja. Ovaj recept za mleveno meso širio se Mongolskim carstvom sve do njegovog raspada 1240-ih. Bilo je uobičajeno za mongolske armije da prate različite grupe životinja (kao što su krda konja ili stada ovaca) koje su pružale neophodne proteine za dijetarne potrebe ratnika. Marko Polo je takođe zabeležio opise kulinarskih običaja mongolskih ratnika, indicirajući da bi komad mesa jednog ponija mogao da opskrbi jednodnevne potrebe za 100 ratnika.
Kada je unuk Džingisa Kana, Kublaj Kan (1215—1294), izvršio invaziju na Moskvu — on je sa svojim ratnicima Moskovljanima predstavio mlevenu konjetinu. Kasnije je ovo postalo jelo tartarski biftek. Gradovi-države onoga što danas predstavlja Nemačka preuzeli su ovaj proizvod od mlevenog mesa i stvorili mnoga od svojih jela dodajući kapar, luk ili čak kavijar u smešu te prodajući ista na ulicama. Nije poznato kada se javio prvi restoranski recept za tartarski biftek. Istina — bez jasnog imena, prvi opis tartarskog odreska dao je Žil Vern godine 1875. u svom romanu [[Mihail Strogov|Michel Strogoff]] (Mihail Strogov / Carev glasnik). Postoje određene sličnosti između tartar odreska i nemačkih jela labskaus i met. Drugo slično sirovo, seckano meso javilo se u 20. veku; primer je italijanski karpačo (ital. carpaccio), koji je sam izmišljen 1930. godine u Haris baru (engl. Harry's Bar) u Veneciji. Slično, jedno od najstarijih pominjanja hamburške kobasice bilo je 1763. u kuvaru naslova Art of Cookery, Made Plain and Easy autorke Hane Glase (1708—1770). Hamburška kobasica se pravi s mlevenim mesom i nizom začina, uključujući muškatni orah, karanfilčiće, crni papar, beli luk i so, a obično se servira s tostom. Širok raspon tradicionalnih evropskih jela takođe se pravi s mlevenim mesom; npr. ćufte, sama pljeskavica, zatim kofta i dr.
I dok se mlevena junetina/govedina koristila u različitim kulturama u Evropi i Centralnoj Aziji, drugi vitalni sastojak hamburgera — hleb — ima drugačiju istoriju. Hleb je uvek bio delom razvoja mnogih vrsta hrane, uključujući i soseve kao što su oni koje opisuje Mari-Antoan Karem u svojoj kolekciji pod naslovom L'art de la cuisine française au XIXe siècle. Reč sendvič nije bila zabeležena sve do 18. veka. Mnoge kulture tvrde da su izmislile sendvič, ali isti je ime dobio oko 1765. godine u čast engleskog aristokrate Džona Montagua, 4. erla od Sendviča; on je voleo da jede dok igra karte, a da ne isprlja prste. Kako god, tek je 1840. godine Elizabet Lesli Kuk unela recept za sendvič u svoj kuvar — kada se on pojavio i u lokalnoj kuhinji Sjedinjenih Država.

### Hamburg i njegova luka
Mleveno meso je bilo delikatesa u srednjovekovnoj kuhinji, a crveno meso obično rezervisano samo za više klase. Srednjovekovni mesari nisu često faširali meso od. to nije zabeleženo u kuvarima tog doba, verovatno jer to nije bilo deo procesa pravljenja kobasica kojim se meso čuvalo. Ruski brodovi doneli su recept za tartarski odrezak u luku Hamburga tokom 17. veka, u vreme kada je bila prilično velika prisutnost ruskih rezidenata na tom mestu koje je stoga dobilo nadimak „Ruska luka”. Trgovina unutar Hanzeatske lige između 13. veka i 17. veka učinila je ovu luku jednom od glavnih i najvećih u Evropi, s komercijalnim značajem dodatno uvećanim kako je postala vitalna za rana transatlantska putovanja tokom parnog doba. U periodu evropske kolonizacije Amerika, imigranti u ovoj luci su bili ’spona’ između starih evropskih recepata i budućeg razvoja hamburgera u Sjedinjenim Američkim Državama.
Tokom prve polovine 19. veka, većina severnoevropskih emigranata koji su putovali u Novi svet ukrcavala se na svoja transatlantska putovanja iz Hamburga. Nemačka brododostavljačka kompanija Hamburg Amerika lajn (engl. Hamburg America Line), takođe poznata kao Hamburg Amerikanische Packetfahrt Actien-Gesellschaft (HAPAG), bila je uključena u atlantski transport gotovo jedan vek. Kompanija je počela da deluje 1847. godine, a zaposlila je mnogo nemačkih imigranata — od kojih je većina bežala s prostora revolucija 1848/49. Velika većina naseljenih i emigranata iz raznih delova severne Evrope takođe je počela putovanja u SAD iz Hamburga, uvodeći svoje kulinarske običaje u državu u koju dođu. Njujork Siti je bio najčešća destinacija za brodove koji su putovali iz Hamburga, a različiti restorani u gradu počeli su da nude odrezak hamburškog stila a sve da bi privukli nemačke moreplovce. Odrezak se često javljao na meniju kao Hamburg-style American fillet, ili čak beefsteak à Hambourgeoise. Prva priprema mlevene junetine u Americi izvodila se tako da se zadovolje ukusi evropskih imigranata, evocirajući sećanja na luku Hamburga i svet koji je ostao iza njih.

### Hamburški biftek
Krajem 19. veka, hamburški biftek je postao popularan na menijima mnogih restorana u luci Njujorka. Ova vrsta filea je bila junetina mlevena ručno, malo posoljena i uglavnom dimljena — obično servirana sirova u samom jelu, zajedno sa lukom i hlebnim mrvicama. Najstariji dokument u kojem se pominje hamburški odrezak je meni restorana Delmonikos (engl. Delmonico's) iz 1873. godine, u kojem se gostima nudila plata sa hamburg odreskom (cena: 11 centi); za ovo je zaslužan američki kuvar Čarls Ranhofer (1836—1899). Određena cena je bila visoka u to vreme, dvostruko viša od cene običnog filea junećeg odreska. Međutim, do kraja veka hamburški biftek je sticao veću popularnost zahvaljujući lakoj pripremi koja je trošak činila sve manjim. Ovo je evidentno iz detaljnog opisa u nekim od najpopularnijih kuvara tog vremena. Dokumenti pokazuju da je ovaj stil pripreme korišćen 1887. godine u nekim američkim restoranima, kao i za hranjenje pacijenata u bolnicama; hamburški biftek je služen sirov ili lagano ’kuvan’, uz sirovo jaje kao prilog.
Meniji mnogih američkih restorana tokom 19. veka uključivali su hamburški biftek koji je uglavnom prodavan za doručak. Varijanta hamburškog odreska je Salisberijev odrezak, koji se obično servira sa umakom po teksturi sličnim smeđem sosu. Dr Džejms Salisberi (1823—1905) izmislio je termin Salisberijev odrezak a isti se u SAD koristi od 1897. godine. Danas, u gradu Hamburgu — kao i u delovima severne Nemačke — ova vrsta jela se zove frikadele, frikandele ili bulete — što je po značenju slično engleskom meatball (dosl. „mesna loptica”; ćufta). Termin hamburger odrezak zamenio je termin hamburger do 1930. godine, koji se opet u određenoj meri ali ređe zamenjuje jednostavnijim terminom burger. Potonji termin je danas obično u upotrebi kao sufiks pri tvorbi novih reči za različite varijante hamburgera, uključujući čizburger, čikenburger, porkburger, bejkonburger, musburger itd. Postoje i druge vrste hrane sa imenima izvedenim iz nemačkih gradova a koja su skraćena na različite načine u američkom engleskom; primer je frankfurter, najčešće skraćen kao frank.

## Pronalazak
Mnogi recepti i jela putovali su zajedno sa transatlantskim imigrantima do njihovih destinacija u Novom svetu. Neki autori dovode u pitanje da li je linija Hamburg—Amerika bila deo ovoga, zagovarajući hipotezu da je hamburger napravljen da bi se zadovoljile potrebe koje su se javile među imigrantima već u Novom svetu.
Kako god, drugi podržavaju tezu da su prvi odresci hamburgera iz Evrope doneti u Amerike linijom Hamburg—Amerika. Za hamburger kakav je znan danas ima više tvrdnji o pronalasku u razdoblju između 1885. i 1904. godine (19. vek ili početak 20. veka), ali jasno je da je postojao na početku 20. veka. Tokom narednih 100 godina, hamburger se raširio u svetu kao rezultat nastajućeg koncepta fast-fuda (SAD) i novog poslovnog modela: trgovački lanac.

### Severna Amerika
Industrijska primena mehaničkog sečenja mesa bio je tehnološki napredak koji je pomogao popularizaciji hamburškog odreska. Prva mašina za mlevenje mesa izmišljena je u ranom 19. veku, a pronalazač je bio nemački inženjer Karl Drajs. Mašina je omogućila da se mleveno meso prodaje na pijacama u većim količinama po pristupačnim cenama. Do 1845. godine, bilo je mnogo patenata za unapređenje mašine za mlevenje mesa u Sjedinjenim Državama. Ove mašine bi sve mogle da iseckaju meso do veličine koja je do tada bila nezamisliva. Pre ovoga, mleveno meso se pripremalo ručno u domu korišćenjem specijalizovanog dleta, što je zahtevalo intenzivan ručni napor koji je uveliko ograničavao količinu koja se mogla proizvesti. Veoma je verovatno da je izum ’seckalice za meso’ direktno doprineo popularizaciji hamburškog odreska, dok se odrezak postepeno udaljavao od svojih nemačkih korena u glavama mnogih Amerikanaca. Faširano je takođe počelo da se koristi za druga popularna američka jela, uključujući hot dog i mesnu štrucu.
Drugi razvitak kojim je olakšan izum i popularizacija ’protohamburgera’ bila je povećana proizvodnja govedine intenzifikacijom stoke. Do kraja 19. veka, veća količina zemljišta se posvećivala govedima i povećan broj ljudi je počinjao da radi posao kauboja — što je rezultovalo time da SAD postane jedan od najvećih svetskih proizvođača i konzumera govedine. 1880-e su proglašene „zlatnim dobom govedine” (engl. The Golden Age of Beef), tokom kojeg je zastupljenost ruralne proizvodnje govedine učinila vitalnom transportaciju iste železnicom od agrikulturnih do urbanih područja. Ovime su se rodili mnogi metodi prezervacije mesa kako bi se omogućila konzumacija svežeg mesa u udaljenim i generalno urbanim od. industrijalizovanim područjima — u ovo spadaju i izotermni kamioni (tzv. frižider vozila, riferi) i razni metodi pakovanja mesa kao što je usoljena govedina; promovisali su ih industrijalisti poput Gustavusa Svifta (1839—1903). Oko ovog vremena, grad Čikago zajedno sa ostalim gradovima na Istočnoj obali, postao je fokalna tačka za procesiranje govedine naveliko. Govedina već tada nije bila skupa i bila je dostupna radničkoj klasi. Ovime je hamburški odrezak bio u domašaju velike većine populacije, što je neke autore nagnalo da se šale izrazom „američki goveđi san” (engl. American beef dream). U ovo doba, broj stikhausa koji su bili specijalizovani za posluživanje odrezaka značajno se povećao; neki restorani su čak služili odrezak uz morske plodove, u jelu poznatom kao serfenterf (izv. engl. surf 'n' turf).
Visoka proizvodnja i potrošnja govedine u Sjedinjenim Američkim Državama učinili su da mesnoprerađivačka industrija znatno ojača do kraja 19. veka. Koruptivni problemi su uskoro nastali u ovoj industriji; problemi su ugrožavali i kvalitet i higijenu. Na početku 20. veka, Apton Sinkler je objavio The Jungle (dosl. Džungla) — roman o zaverama i korupciji u američkoj mesnoj industriji, s namerom podrobne kritike industrije u pitanju. Knjiga je povećala javnu svest o važnosti sigurnosti obrade mesa i pomogla je da se donese Akt o čistoj hrani i lekovima (engl. Pure Food and Drug Act) koji je podržala Administracija za hranu i lekove (engl. Food and Drug Administration). The Jungle je bio prekretnica za usledelu istoriju hamburgera, pošto je doveo do toga da američka javnost forsira lance restorana da dokažu sigurnost svog kuvanog mesa. Godine 1933, Artur Kalet je objavio sličnu knjigu, naslova 100 million guinea pigs; Dangers in Everyday foods, drugs, and cosmetics (dosl. 100 miliona zamorčadi; Opasnosti u svakodnevnoj hrani, lekovima i kozmetici) — kojom je upozorio kupce o naročitom sadržaju prezervativa u hamburgerima.
Hamburger se raširio s kontinenta na kontinent jer sadrži elemente prisutne u tim pojedinim kulinarskim kulturama.

### Kontroverzna porekla
Tačno poreklo hamburgera možda nikad neće da bude poznato sa sigurnošću. Većina istoričara veruje da je isti izmislio kuvar koji je stavio hamburški odrezak između dve kriške hleba u malom gradu u Teksasu, a drugi pronalazak pripisuju osnivaču Vajt kasla jer je napravio „hamburger sendvič”. Bilo kako bilo, zapisi iz tog vremena su oskudni.
Sve tvrdnje o pronalasku su u razdoblju između 1885. i 1904. godine, što čini verovatnim da je hamburger i nastao u neko vreme u ove dve decenije. Uprkos varijetetima, postoje zajednički elementi u svim pričama, uglavnom i najznačajnije da je hamburger rođen kao hrana koja se povezuje s manifestacijama kao što su zabavni parkovi, vašari, konferencije i festivali. Sve hipoteze takođe dele i postojanje uličnih prodavača.
Jedna od prvih priča o ’rođenju burgera’ veže se za Kanton (Ohajo); stanovnici ovog mesta, Frenk i Čarls Menčis, 1885. godine su bili prodavači hrane na Feru u okrugu Eri nedaleko od Bafala (Njujork) — sajam je bio poznat i kao Hamburg fer. Legenda je da je tokom ovog sajma Menčis ostao bez glavnog jela sa svog menija — sendviči sa svinjećim kobasicama. Njihov lokalni dobavljač, hamburški mesar Endru Klajn, odbijao je da zakolje još svinja tokom kasnosezonskog letnjeg perioda i sugerisao je da svinjetinu treba zameniti govedinom. Braća su bila nezadovoljna ovime, ali su na kraju pristali. Dodali su kafu, smeđi šećer i druge sastojke da dobiju jedinstven okus. Originalni sendviči su se prodavali samo s kečapom i rezanim lukom. Novootkriveno uspešno jelo, sendvič s govedinom, krstili su hamburger — po mestu Hamburg u kojem se održava Fer u okrugu Eri. „Nacionalni Dan rođenja hamburgera” slavi se 18. septembra u čast pronalaska hamburgera 1885. godine na Hamburškom sajmu. Godina 1920-ih, istoričar karnevala Džon S. Kanzog intervjuisao je Frenka Menčisa o njegovom iskustvu na Feru u okrugu Eri. Njegova detaljna priča o hamburgeru objavljena je u knjizi Tanbark & Tinsel, izdatoj 1970. godine.
Jedna od osoba koja bi mogla da bude ’otac hamburgera’ je Čarli Nagrin (1871—1951) iz Simora (Viskonsin), koji je s 15 godina prodavao hamburger odreske sa uličnog štanda na godišnjem Feru u okrugu Autagami. Nagrin je rekao da je počeo prodavajući hamburg odreske, ali nije imao mnogo uspeha u ovome jer su ljudi želeli da šetaju sajmom bez potrebe da kupe od. jedu išta na samom njegovom štandu. Kao odgovor na ovo, 1885. godine Nagrin je odlučio da izravna hamburger odrezak i ubaci ga između dve kriške hleba — tako da kupci mogu da hodaju slobodno od šatre do šatre jedući kupljeni sendvič, što je bila uspešna inovacija. Ovo jelo je postalo poznato kao „hamburger Čarli” (engl. Hamburger Charlie). Do dana-današnjeg, Nagrinovo otkriće se slavi anualno na „Burger festu”, koji se njemu u čast održava u njegovom rodnom gradu Simoru.
Drugi navodni pronalazač hamburgera je kuvar Flečer Dejvis (poznatiji kao „Stari Dejv”), koji je tvrdio da je imao ideju stavljanja govedine između komada teksaškog tosta kada je jedan od njegovih kupaca bio u određenoj žurbi da sedne i pojede obrok. Kupac je odšetao sa svojim hamburger odreskom i činilo se da je sadržaj koji je Stari Dejv ponudio u svom novom predstavljenom jelu postao glavna stavka menija na kraju 1880. godine u Atensu (Teksas). Mesar je imao štand sa svojom suprugom na Svetskom sajmu u St. Luisu 1904. Teksaški novinar Frenk Eks Tolbert pominje prodavača po imenu Flečer Dejvis koji je posluživao hamburgere u kafeu ulice Tajler 115 u Atensu tokom kasnih 1880-ih. Meštani tvrde da je Dejvis prodavao sendviče s govedinom tokom ovog vremena, bez jasnog naziva za svoj pronalazak. Tokom 1980-ih, lanac sladoledara [[Dejri kvin|DQ]] snimio je dokumentarac o ’rodnom mestu hamburgera’ uz Dejvisovu priču. Priča o „Hamburger sendviču starog Dejva” takođe se može naći u knjizi Ronalda L. Makdonalda The Complete Hamburger.
Iste godine kada je Čarli Nagrin tvrdio da je razvio svoj „hamburger Čarli”, braća i ulični kuvari Frenk i Čarls Menčis iz Akrona (Ohajo) tvrdili su da su prodali sendvič s govedinom na Feru u okrugu Eri. Oni ističu da je ime hamburgera izvedeno iz grada Hamburga u Njujorku u okrugu Iri (prvo mesto na kojem je prodat). Izjava je veoma slabo dokumentovana ili podržana, a u slučaju oralne tradicije — nije bez svojih kontradikcija. Poznati opis tajnih sastojaka korišćenih u receptima, kao što je kafa ili smeđi šećer, primitivan je.
Druga verzija stvaranja hamburgera je ona nemačkog kuvara Otoa Kuasva, koji je napravio veoma popularan sendvič moreplovaca sačinjen od fileta govedine prženog u karakterističnim komadima (engl. patty) u puteru/maslacu — servirano s prženim jajetom, između dva tostena peciva (1891. godine, na štandu u Hamburgu u Nemačkoj). Sendvič je nazvan „dojčes bifstik”, što na nemačkom znači nemački biftek/odrezak. Mnogi mornari koji su putovali na brodovima između Hamburga i Njujorka zahtevali su sličan sendvič „hamburg stila” u američkim stikhausima.
Postoji još mnogo dodatnih tvrdnji za poreklo hamburgera. Neki entuzijasti tvrde da je hamburger možda nastao u Sao Gonsalu, opštini smeštenoj u brazilskoj državi Rio de Žaneiro (u 18. veku; kuvar po imenu Sauerbraun „Litl” Viktor, ali ova tvrdnja nema dokaza koji bi je podržali). Lokalne novine tvrde da je Luis Lasen, danski imigrant koji je stigao u Ameriku 1880. godine, prodavao puter i jaja kao ulični prodavač. Godine 1974, u intervjuu sa Njujork tajmsom on je podsetio na to kako je napravio sendvič hamburger s malim kriškama govedine za restoran poznat pod imenom Luis lanč (engl. Louis' Lunch). Lasenova porodica tvrdi da je 1900. godina godina njegovog pronalaska. Otkrivena u javnoj konfrontaciji između unuka Luisa, Keneta Dejvisa Lasena Fleča, i njegovog ujaka, dokumentacija potpisana kod notara 1900. godine demonstrira razvoj hamburgera naglašavajući razliku između „hamburger odreska” i „hamburger sendviča”. Luis lanč plamenikom peče hamburgere u originalnoj vertikalnoj gasnoj peći od livenog gvožđa — u proizvodnji korporacije Bridž end bič (engl. Bridge and Beach, Co.) u Sent Luisu u Misuriju godine 1898. Peći koriste šarniranu čeličnu žicu kao rešetke na kojima se hamburgeri (pljeskavice) drže na mestu dok se peku istovremeno sa obeju strana. Rešetke je izradio Luiđi Pjeragostini, a patentirao 1938. godine.

### Sastojci
Hamburg odrezak, nekada serviran između dve kriške hleba, počeo je da se priprema s varijetetom različitih sastojaka koji su uključeni ili u samom sendviču ili kao prilog koji je dodat na plati. Jedan od ovih pratećih dodataka, koji je još uvek uobičajen kod današnjeg burgera, jeste kečap (tip paradajz sosa sa mešavinom okusa između slatkog i kiselog, koji je prvi put proizveden komercijalno 1869. godine od strane preduzetnika i kuvara Henrija Džona Hajnca u Šarpsbergu (Pensilvanija)). Njegova kompanija je originalno bila poznata kao Anchor Pickle and Vinegar Works, ali 1888. je preimenovana u F. & J. Heinz. Upotreba kečapa kod američkih kupaca rasla je brzo nakon ovog datuma, a nije prošlo puno vremena od kako su hamburgeri uglavnom univerzalno bili uz dodatak kečapa — do kraja 19. i početkom 20. veka. Senf je značajno stariji začin, pošto je poznato da su Rimljani koristili isti sa nefermentiranim grožđem i semenom grožđa poznatim kao „mustum ardens”. Drugi sastojak inkorporisan u burger, majonez, čini se da je bio prisutan u Francuskoj 18. veka, nakon pomorske pobede Luja Fransoe Armanda de Vinjerota du Plesisa, 3. vojvode od Rišelijua, u luci Maon u Menorki oko 1756. godine.
Među povrćem koje dolazi s hamburgerom, prvo opisano u literaturi o njegovoj istoriji je luk — obično fino rezan na prstenove. Prema tome, hamburger je nastavio dugu američku tradiciju sendviča uz dodatak nekih vrsta biljnih proizvoda, bilo da je to zelena salata (kao u slučaju BLT sendviča), kiselog kupusa (kao kod rubena), kupus salate ili krastavca. Verovatno je da je nakon stvaranja hamburgera — kombinovanjem odreska s hlebom — povrće uključeno da da proizvodu više „prirodan” izgled i okus. Svi ovi začini su inkorporisani u klasičnu sliku hamburgera tokom njegovog zlatnog doba, 1940-ih. U nekim slučajevima, hamburger se priprema različito i posebno da se doda regionalni okus — kao u slučaju burgera stila teks-meks, koji se služe uz jelo-prilog čili kon karne.
Pomfrit je izmišljen u Nizozemskama, a belgijski istoričar Džo Gerard pominje da isti potiče iz oko 1680. godine iz Belgije i Španskih Nizozemskih, specifično u području „doline Meza između Dinana i Liježa”. Ljudi u ovom regionu pripremali su nekada obroke s manjim količinama pržene ribe, ali kada se reka zaledila i pecanje postalo nemoguće — oni su rezali krompir i pržili ga u životinjskom ulju. Francuski pomfrit je uveden kao snek u američkim kafeima tokom ranog 19. veka, ali isti nisu postali popularni dok ih velike fast-fud kompanije — kao što je Mekdonalds ili Burger king — nisu inkorporisale u svoje menije tokom sredine 20. veka. Poboljšanja u tehnologiji zamrzavanja krompira koja je uveo Dž. R. Simplot iz Ajdaho Sitija godine 1953, učinila su proizvodnju pomfrita naveliko mogućom. Kako god, pre nego što su krompiri zamrzavani — još uvek su imali nešto od svog okusa tokom prženja, ali novim procesima kao što je usledelo poboljšanje Simploovim izumom izbegnute su ove neprijatnosti (do 1967) uveliko zahvaljujući upotrebi mešavine kravljeg loja i sojinog ulja. Ovime je Simplotu i osnivaču Mekdonaldsa Reju Kroku omogućeno da sarađuju — što je rezultovalo time da se gotovo oljušteni krompiri sa Simplotovih farmi dostavljaju direktno u kuhinje Mekdonaldsa, gde su prženi i servirani kupcima. Međutim, u početku je bilo bezbednosnih pitanja oko toga kako se prži i samih kuhinja u kojima se sve pripremalo, što je neke kompanije — kao što je Vajt kasl — navelo da isti proizvod uklone sa svojih menija tokom 1950-ih.
Pred kraj 19. veka, javila se nova generacija kole — napitka koji se uskoro pridružio pivu kao najtradicionalnije piće koje se servira uz hamburger. Prvi recept za koka kolu izmislio je 1885. godine bakalin Džon Pemberton u Kolambusu (Džordžija). Originalno nazvan koka vino (robna marka je bila Pemberton's French Wine Coca), možda je inspirisan impresivnim uspehom Vina Marijani — evropskog koka vina. Krajem 19. veka, prodavano je kao flaširano bezalkoholno piće u većem delu Sjedinjenih Država. Početkom 20. veka, izmišljeno je drugo bezalkoholno piće — Pepsi; inovator je bio farmaceut Kaleb Bradam, koji je ubrzo ušao u rivalstvo s Koka kolom. Strateške alijanse između velikih lanaca burger restorana i ovih dveju kompanija koje proizvode bezalkoholna pića uveliko su povećale dostupnost pića opštoj javnosti.

## Komercijalizacija
Nastankom 20. veka, rodila se potreba da se hrana omogući ljudima koji žive u visokoproduktivnim urbanim centrima s visokom gustinom populacije. Hrana je takođe morala da bude ekonomski pristupačna radničkoj klasi da bi oni održali svoj rad i industrijsku proizvodnju.
Burger je nastao u vreme kada su ljudi morali da jedu i „brzo” i „jeftino”. Tehnološki napreci na polju prezervacije hrane, kao i poboljšanja u agrikulturnoj proizvodnji i transportu, učinili su mogućim za hamburgere da budu praktičan izbor hrane za urbane stanovnike još od samog njihovog nastanka.
Socioekonomsko okruženje SAD u vreme povećavanja popularnosti burgera poklopilo se s krajem Prvog svetskog rata i početkom Velike depresije godine 1929. Ovo okruženje je bilo posebno poželjno za podsticanje jeftine hrane, što je bio jedan od razloga zašto su petcentni hamburgeri bili toliko popularni. Nakon ovog izuma a tokom prve decenije 20. veka, hamburger je počeo da se proizvodi naveliko — nakon što su ’vizionari’ shvatili da bi zaista bili na dobitku od procesa masovne proizvodnje.
Prvu proizvodnu liniju automobila napravio je Karl Benc u Nemačkoj godine 1888. Široko raširen dolazak telefona desio se na početku 20. veka, zajedno s više drugih modernih sredstava komunikacije — uključujući radio. Za prosečnog Amerikanca koji nije jeo u restoranu za svoga celog života, fast-fud lanci koji su se javili u gradovima ponudili su alternativnu formu restorana u kojoj je jedenje bilo prilično javna aktivnost. Koncept „masne kašike” je tako rođen ovim restoranima — gde je higijena patila u zamenu za skuplju hranu. S druge strane, postojao je sve više međuuvezan svet u kojem su putovanja automobilom, autobusom i železnicom postala više dostupna. Sva ova sredstva transporta unapređivala su se u to vreme, i uskoro je bilo neophodno hraniti rastuću populaciju koja je bila „u permanentnom tranzitu”, frekventno se poslovno krećući kroz različite gradove.
Džordž Pulman je izmislio spavajuća kola i vagon-restoran kao odgovor na potrebe ovih ljudi 1870-ih. Slično ovome, engleski imigrant Frederik Henri Harvi bio je prvi koji je koristio „dinamički masovni pokret” u obnavljanju Kompanije „Fred Harvi”, koja je snabdevala pokrovitelje lanaca hotela lociranih nedaleko od železničkih stanica — takođe nudeći ketering, službe i visokokvalitetne proizvode na samim vozovima.
Savremeno američko društvo je svedočilo stvaranju novog fast-fuda koji je potekao iz tradicionalne kuhinje različitih etničkih grupa iz celog sveta. Na primer, nemački imigrant Čarls Feltman izmislio je hot dog godine 1867. na svom štandu u Koni Ajlandu (Njujork) sparivši frankfurter s komadima hleba. Imitatori kao što su Hari Magli i Čarls Stivens uskoro su počeli da prodaju hot dogove na bejzbol utakmicama Njujork polo graundsa. Slično ovome, italijanski imigranti prodavali su sladoled iz kolica-automata na ulicama ili pastu u svojim restoranima. Kineski imigranti u početku su otvorili restorane da bi zadržali svoje prijatelje, ali u konačnici ih je prihvatila američka klijentela — ponekad rezultujući istinski kineskoameričkom kuhinjom (npr. čop sui, tzv. kineski ragu). U ovom raznolikom svetu etničkih hrana, hamburger je uspeo da se uzdigne i stekne mejnstrim popularnost te postane nacionalna hrana Sjedinjenih Država.
Uz prženu piletinu i pitu s jabukama, hamburger je postao kulinarska ikona u SAD.

### Sistem Vajt kasla
Dana 16. novembra 1916. godine, kuvar i preduzetnik Volter „Volt” Anderson otvorio je u Vičiti hamburger štand koji je koristio higijenske metode kuvanja, uključujući grilove i spatule; time je impresionirao svoje kupce u ovom mestu toliko mnogo da su mnogi postali redovni pokrovitelji. U ovo vreme, hamburger još uvek nije bio uveliko poznat među američkom javnosti. Anderson je dodao prstenove luka burgerima dok su se grilovali, što im je dalo karakterističan okus. Kako se potreba povećavala, kupci su često kupovali svoje hamburgere u tucetima, što je kompaniji dalo naknadno popularan slogan: „Buy 'em by the sack” (i. baj em baj d sek, dosl. prev. „kupite ih za vreću”). Uprkos određenom rastu, Anderson je otvorio samo četiri štanda u najzauzetijim područjima grada. Godine 1926, Edgar Voldo „Bili” Ingram kolaborirao je sa Andersonom da otvore prvi restoran Vajt kasl u Vičiti. Restoran je osnovan na ideji brzog kuvanja hamburgera, što je bio razlog da postane prvi fast-fud restoran. (Kasnije je unapređen otvaranjem Mekdonaldsa, 1940-ih.)
Ingram je ubrzo shvatio da je reč burger evocirala konotacije cirkus performansa na stočnim pijacama i masne komade mesa koji se jedu u najsiromašnijim distriktima grada u kolektivnom umu američke javnosti. On je pokušao da promeni ove konotacije iz Vajt kaslovih najranijih dana. U isto vreme, nekima poznat kao Henri Ford hamburgera, izmislio je koncept restorana koji je nazvao „Vajt kasl sistem” (engl. White Castle System) i koji je pomogao hamburgeru da stekne slavu. Između 1923. i 1931. godine, „Vajt kasl sistem” je otvorio gotovo stotinu restorana u gradovima širom Srednjeg zapada. Da bi se podigla svest među zaposlenicima Vajt kasla, glasilo naslovljeno „Vrući hamburger” (engl. The hot hamburger) razdeljeno je u kompaniji a zaposlenici su došli na izazov da poboljšaju prodaju burgera jednostavnom idejom: da se omogući veoma brza priprema burgera tako da bilo ko može da kupi i jede iste bilo kada i bilo gde. Umesto da se čeka pola sata na serviranje u tradicionalnom restoranu, Vajt kasl je pružio rapidno posluživanje i meni koji se vrteo oko hamburgera. U to vreme, hamburger se obično služio s kafom. Delo The Jungle Aptona Sinklera već je izazvalo javni bes po pitanju sigurnosti procesiranog mesa, tako da je do 1920-ih opšta javnost morala da očekuje čist i higijenski hamburger. Pored toga što je ponudio čistu i sigurnu hranu, Vajt kasl je nudio regularnost i standardizaciju, osiguravajući da se svaki patty posluži na isti način u istom restoranu. U to vreme, ovo je bila potpuno nova ideja koja će kasnije revolucionizovati prodaju same hrane na način koji je postao poznat kao fast-fud. Tokom svojih prvih godina, Vajt kasl je stavljao naglasak na kvalitetnu kafu i sarađivao sa univerzitetima da bi se objavile studije o nutritivnoj vrednosti njihovih hamburgera.
Uspeh lanca Vajt kasl je uveliko bio ukorenjen u moći propagande, nečega što je rođeno i kao originalna inovacija i kao nešto neophodno da se promeni javna negativna percepcija hamburgera. Godine 1931, postao je prvi restoran koji se reklamirao u novinama, koristeći svoj stari slogan Buy 'em by the sack. Vajt kasl je takođe prvi uveo koncept take-out službe, a restoran je dalje poznat po tome što je prvi na tržište stavio kvadratne burgere — poznate kao „slajderi” — koji su se prodavali za pet centi godina 1940-ih. Vajt kasl je osnovan marta 1921. u Vičiti (Kanzas), a osnivači su bili Bili Ingram i njegov poslovni partner — kuvar Volter Anderson; otvorili su drugi restoran u Kanzas Sitiju (Misuri) godine 1924. Vajt kasl je 1932. godine stvorio svoju prvu podružnicu: „Pejperlinen kompani” (engl. Paperlynen Company), koja ih je snabdevala kartonom i papirom za umotavanje u kojem je hrana bila servirana, kao i šeširima koje je nosilo osoblje kuhinje. Došao je i do kompanija koje proizvode porcelan na sličan način, određujući im da grade male Vajt kasl restorane koristeći bele porcelanske fasade.
Volter Anderson je Vajt kaslu doprineo velikim brojem romanesnih ideja tokom svojih ranijih godina, uključujući stvaranje specijalne spatule i specijalnog hleba za burgere. Godine 1949, zaposlenik po imenu Erl Hauler izračunao je količinu vremena koja je potrebna da se hamburgeri rastave na reprezentativan način; ovo ga je na kraju dovelo do toga da napravi ’perforirani’ burger. Do 1951, Vajt kasl je uveo pet ’perforacija’ u svoje burgere. Pre Andersona, hamburgeri su kuvani na grilu na neodređen period vremena a loptice od mlevenog mesa su „gnječene” u konvencionalne kriške hleba — kao što je sendvič. Meso je zaleđivano i hamburgeri su počeli da se peku od zaleđenog a ne svežeg mesa. Vajt kasl je revolucionizovao proces proizvodnje burgera regularizujući finalne proizvode i koristeći tehnike higijenske preparacije koje su bile s jasnim pogledom kupaca.
Vajt kasl je imao veliki napredak u proizvodnji, a njegov uspeh je bio toliki da je do 1926. godine već stekao takmace i imitatore u rastućem poslu s hamburgerima. Jedan od ovih imitatora imao je veoma slično ime, Vajt tauer hamburgers (iz Milvokija, Viskonsin); osnovao ga je tandem otac—sin, Džon E. i Tomas E. Saks. Stvaranje Vajt tauera dovelo je do brojnih pravnih bitki između njega i Vajt kasla a tokom 1930-ih. Do 1930. godine, Vajt kasl je već imao 116 restorana širom područja koje pokriva udaljenost 2.300 km (1.400 mi) — od kojih su svi bili locirani unutar teritorije Sjedinjenih Američkih Država. Kompanija je na kraju postala veliki lanac restorana; kako god, nikada nije postojao restoran van SAD. Američka nestašica govedine tokom Drugog svetskog rata imala je malo efekta na prodaju unutar Vajt kasla, zbog efekta vertikalne integracije zajedno s javljanjem lanaca fast-fuda koji su radili na franšiznom modelu koji je u prvi plan stavljao horizontalnu integraciju.

### Era Mekdonaldsa
Godine 1937, Patrik Makdonald i njegova dva sina Ričard i Moris svečano su otvorili jednostavni restoran „Erdrom” (engl. Airdrome) u ulici Hantington drajv (Rut 66) u blizini aerodroma u američkom gradu Monrovija (Kalifornija). Uspeh u prodaji koji je ostvario u konačnici doveo je do toga da se 15. maja 1940. godine otvori restoran s nazivom Mekdonalds (engl. McDonald's) u ulici Rut 66 SAD u San Bernardinu (Kalifornija). Nakon analize svojih statistika o prodaji, braća su otkrila da je — na njihovo iznenađenje — 80% njihovog prihoda dolazilo od prodaje hamburgera. Meni je u početku sadržavao 25 različitih jela, od kojih su većina bila roštiljska. Preko svog novog restorana, braća Makdonald su uvela pomen fast-fuda u delove zapadnog SAD do godine 1948. Od početka, Mekdonalds se fokusirao na pravljenje hot dogova i hamburgera efikasno i brzo koliko je to moguće.
Tokom 1940-ih, rođeni su jednostavni i formativni koncepti u Mekdonaldsu, uključujući pripremu i posluživanje burgera za samo jedan minut i mogućnost da kupci jedu u svojim kolima u drive-in stilu. Sve vreme, restoran je pokušavao da dalje razvije hamburger koji će da bude dovoljno jeftin da bude u ekonomskom domašaju većine Amerikanaca. Do 1950-ih, koncept posluživanja u drajv-in stilu postao je snažno uspostavljen i hamburgeri su se usko povezali sa automobilima u glavama većine Amerikanaca. Sada nije bilo moguće za kupca samo da kupi hamburger, a da ne izađe iz auta, već se više nije moralo ni čekati na posluživanje.
Braća Makdonald nastavila su da grade na postignuću svog originalnog restorana u San Bernardinu kada su 1953. godine počeli da franšiziraju svoj danas poznati lanac restorana; počeli su u Finiksu i Dauniju (potonji je još uvek bio operativan). Kasnije, Rej Krok je otvorio restoran u severozapadnom čikaškom predgrađu Des Plejns, dana 15. aprila 1955. godine; isti je danas pretvoren u Mekdonaldsov muzej. Značajno je pomenuti da je originalna Mekdonaldsova maskota bio kuvar s licem hamburgera po imenu „Spidi” (engl. Speedee), koji će poslužiti kao ikonografski identitet kompanije sve dok ga 1963. godine ne zameni klovn Ronald Makdonald.
Braća Makdonald su intenzivno studirala postojeći protokol svojih restorana u naporu da ga poboljšaju. Gledali su na različite opcije kojima bi mogla da se poveća brzina kuvanja hamburgera, dizajnirajući i patentirajući specijalne grilove a radi većeg ’izlaza’; ovo je učinilo pribor za jelo i drugi kuhinjski pribor jednokratnim, a uvele su se mašine za suđe kojima se smanjio trošak vode, sapuna i rada. Braća su takođe stvorila i detaljan sistem za upravljanje svakom kuhinjom preko franšize na sličan i uveliko standardizovan način, kao što je krenulo i uzimanje adolescenata za zaposlenike u kuhinjama.
Kompanija je počela da se širi veoma brže kada je 52-godišnji prodavač mašina za sladoled Rej Krok preuzeo kao glavni izvršni direktor. Krok je bio inicijator i Mekdonaldsove ekspanzije širom SAD i definitivne standardizacije svojih burgera. Nije bio sam, kako god; neki od njegovih saradnika su takođe bili veoma produktivni i inovativni. Mekdonaldsov izvršni direktor i proučavalac hrane Herb Piterson izmislio je mekmafin godine 1972. i danas veoma poznat pozdrav: „Mogu li dobiti vašu narudžbu, molim?” (engl. May I have your order, please?). U drugom ključnom unapređenju, Džim Deligati iz pitsburške franšize izmislio je big mek godine 1967. Uspešna ekspanzija Mekdonaldsa bila je uglavnom zbog njegovog korišćenja franšiznog sistema, inovacije ’posuđene’ od proizvođača mašina za šivenje — Korporacija „Singer”. Singer je razvio potkraj 19. veka, a bila je toliko uspešna da su je uskoro usvojili njegovi takmaci. U današnje vreme, Mekdonalds čak ima svoj univerzitet za treniranje sopstvenog osoblja: Univerzitet Hamburger, smešten u Ouk Bruku (Ilinois). Diplomanti dobiju zvanje koje glasi „bačelor hamburgerologije uz niži stepen u pomfritu” (engl. bachelor of hamburgerology with a minor in French fries). Kako se Mekdonalds širio u druge zemlje, naišao je na još opozicije i opštih poteškoća, kao što je to bio slučaj 1996. godine kada se otvorio restoran u Nju Delhiju a usledela negodovanja od indijskih lidera. Godine 1995, zemlja s najviše restorana Mekdonalds (pored Sjedinjenih Država) bio je Japan, a posle su sledeli Kanada i Nemačka; sama kompanija je imala svoje restorane u preko 100 zemalja. Tokom svoje istorije, kompanija je postala simbol globalizacije i zapadnjačke kulture, što je ponekad rezultovalo protivljenjem i protestima u raznim delovima sveta.

### Varijante
Mnogo različitih varijanti hamburgera stvoreno je do dan-danas, od kojih su neke postale veoma popularne. Većina ove raznolikosti produkt je drugih lanaca restorana koji su pokušali da reprodukuju uspeh Mekdonaldsa i Vajt kasla, dok su ostali služili tome da utiču na Mekdonalds. Primer restorana koji je uticao na Mekdonalds i njegove imitatore je Big boj, koji je prvi 1936. godine otvorio Bob Vijan u Glendejlu (Kalifornija) i postao poznat na tom mestu kao „Bobs Big boj” (engl. Bob's Big Boy). U ovom restoranu je glavna varijanta hamburgera, dabl-dek čizburger sa dva juneća patty-ja, napravljena po prvi put. Vijanova kreacija je isključivo servirana u restoranima Big boj, sa hlebom rezanim dva puta od. s centralnom kriškom — poznatom kao ’klub sekcija’ — koja razdvaja dva patty-ja. Lanac je takođe popularizovao drajv-in format restorana, koji su Mekdonaldsovi fast-fud operatori preuzeli i pojednostavili. Do 1960-ih, Big boj se proširio Sjedinjenim Državama i Kanadom. Uprkos benefitima koje je pružio Vijanu, lanac je 1967. godine prodat Korporaciji „Mariot” — zajedno s pravima za svoj glavni hamburger big boj. Iste godine, Mekdonaldsov franšizant Džim Deligati kreirao je imitaciju big boja — big mek. Jedan primer od mnogih imitatora Mekdonaldsa i Vajt kasla je Kjupi hamburgers (engl. Kewpee Hamburgers), fast-fud lanac osnovan 1923. godine u Flintu (Mičigen) od strane Samjuela V. Blera, i to kao „Kjupi hotel hamburgs” (engl. Kewpee Hotel Hamburgs).
Kao i sa invencijom hamburgera, tačno poreklo čizburgera nije poznato. Nekoliko kuvara tvrdilo je da su bili prvi koji su dodali krišku sira hamburgeru. Lajonel Sternberger iz Rajt spota u Pasadeni (Kalifornija) preuzeo je zasluge za čizburger tvrdeći da ga je izmislio između 1924. i 1926. godine. Opis iz menija iz 1928. godine iz O’Del restorana (engl. O'Dell restaurant) u Los Anđelesu otkriva da su ovde posluživani burgeri s kriškama sira u to vreme. Luis Balast, vlasnik drajv-in restorana Hampti dampti (engl. Humpty Dumpty) u Denveru (Kolorado) napravio je pokušaj stvaranja čizburgera s registrovanom robnom markom poznatom kao „jelouburger” (engl. yellowburger) godine 1935. Džej-Si Rejnolds, operator bara u Južnoj Kaliforniji od 1932. do 1984. godine, popularizovao je pimento burger. Procesirani sir, vrstu sira koji se najviše koristi u čizburgerima, izmislio je 1911. godine Volter Gerber iz Tuna (Švajcarska) — s tim da je prvi patent iz SAD za isti 1916. godine dodeljen Džejmsu L. Kraftu. Kraft fuds je napravio prvu komercijalnu verziju rezanog procesiranog sira, koja je na tržište uvedena 1950. godine.
Nakon Drugog svetskog rata, veliki broj hamburger restorana poznatih kao Instaburger king (engl. InstaBurger King) — kasnije Burger king — počeo je da se javlja, a prvi je otvoren 4. decembra 1954. godine u predgrađu Majamija (Florida). Osnovali su ih Džejms Maklamor i Dejvid Edžerton, koji su obojica bili studenti na Školi hotelske administracije Univerziteta Kornel. Maklamor je posetio originalni Mekdonalds u San Bernardinu (Kalifornija), dok je isti još uvek bio u vlasništvu braće Makdonald; vidio je potencijal koji je postojao za masovnu proizvodnju hamburgera. Bio je tako inspirisan ovom posetom da je odlučio da sam stvori sličan lanac burgera. Do 1959, Burger king je već imao pet restorana u metropolitenskom Majamiju; njegov rani uspeh primorao je Maklamora i Edžertona da se prošire teritorijom SAD koristeći franšizni sistem koji omogućava poslovni rast po relativno malom trošku. Osnovali su Korporaciju „Burger king” kao roditeljsku kompaniju franšizama koje su prodavali širom SAD. Korporaciju „Burger king” je preuzela Kompanija „Pilsberi” godine 1967, a tokom 1970-ih počela je da se širi van SAD — primarno u Južnoj Americi i Evropi. Osnovni proizvod Burger kinga dugo je bio hoper (engl. Whopper — dosl. „nešto veoma veliko” ili „krupna laž”), nastao 1957. od osnivača Džejmsa Maklamora i prvobitno prodavan za 37 centi.
Vendis (engl. Wendy's) za osnivače ima Dejva Tomasa i Džona T. Šuslera; datum je 15. novembar 1969. godine, a lokacija Kolambus (Ohajo). Do kraja 1970-ih, postala je treća najveća hamburger kompanija u SAD. Vendis je dosledno pokušavao da se diferencira od drugih hamburger restorana tvrdnjom da svoje burgere pravi koristeći svežu a ne zaleđenu govedinu. Vendis je pokrenuo kontroverzu i ušao u američku pop kulturu godina 1980-ih — i to svojim reklamnim sloganom Gde je govedina? (engl. Where's the beef?) i pratećom kampanjom kojom se isticao primat junećeg patty-ja nad ostalim sastojcima hamburgera.

## Kulinarski mit
Hamburger je bio veoma popularan među Amerikancima između Prvog i Drugog svetskog rata, čak i u popularnoj kulturi. Primer ovoga je bilo prominentno javljanje hamburgera u komičnom stripu Thimble Theatre E. K. Segara; ovde je vidljivo istican lik iz crtanog po imenu Popaj, koji je jeo spanać da bi održao svoju superljudsku snagu. Popajevo prvo javljanje je bio lik podrške, dana 17. januara 1929. godine. Jedan od njegovih drugih brojnih likova bio je Dž. Velington Vimpi (uglavnom skraćeno na samo „Vimpi”), ljubitelj hamburgera koji je bio i pristojan i proždrljiv. Njegova potpisna fraza, „Ja ću vam rado platiti u utorak za hamburger danas” (engl. I will gladly pay you Tuesday for a hamburger today), postala je popularna i široko poznata. Tokom vremena kada je bio popularan 1930-ih godina, Vimpi je uveo hamburger tadašnjoj omladini kao zdravu hranu. Ovo je takođe rezultovalo stvaranjem lanca fast-fud restorana po imenu Vimpi (engl. Wimpy) u njegovu čast, gde su se hamburgeri prodavali za deset centi. Na sličan način, fiktivni lik Džaghed Džouns — koji se prvi put pojavio u Arči komiksu (engl. Archie Comics) godine 1941. — bio je strastven što se tiče hrane, generalno a hamburgera pogotovo.
Fiktivni karakteri povezani s hamburgerom, kao što je lik klovna Ronalda Makdonalda koji je dizajnirao Vilard Skot koji se prvi put pojavio na televiziji 1963. godine, uskoro su postali prepoznatljiv deo američke kulture. Burger se takođe javio u andergraund komiksu, na primer Zap Comix#2, potkraj 1960-ih; ovde je karikaturista Robert Kramb dizajnirao lik po imenu „Hamburger Haj-Džinks”. Do kraja decenije, pop art je uključio hamburger kao umetnički element; javljao se u radovima umetnika kao što su Endi Vorhol (Dual Hamburger), Klaes Oldenberg (Floor Burger), Mel Ramos (Vinaburger, 1965) i nedavno Dejvid Lašapel (Death by Hamburger, 2002).
Primer popularnosti i identifikacije koje je burger uživao među američkom javnošću ime je jednog sukoba, bitka za Hamburger odigrana u maju 1969. tokom Vijetnamskog rata. Bitka je dobila ime zbog velikog broja američkih i vijetnamskih žrtava. Hamburger je takođe bio inspiracija za dizajn broda Milenijum falkon (engl. Millennium Falcon) iz Ratova zvezda autora Džordža Lukasa. Hamburger se takođe pojavio u računarskim igricama, kao što je slučaj sa BurgerTime-om — igrom arkadnog stila koju je 1982. napravila Korporacija „Dejta ist”. Hamburger se takođe javlja u američkim televizijskim programima, na primer American Eats i Man v. Food.
Do 1960-ih, američko društvo je postalo visokomotorizovano — najviše zahvaljujući Aktu o federalnim auto-putevima, koji je prošao zahvaljujući predsedniku Dvajtu Ajzenhaueru i koji je bio inspirisan nemačkim Autobanom — kao i impresivnim stopama rasta američkih proizvođača automobila tog vremena. Usled ekstenzivne upotrebe automobila u to vreme, hamburgeri su uglavnom posluživani u drajv-inovima, od konobara koji su poznati kao karhopovi. Drajv-in restorani su se prvi put javili u SAD početkom 1930-ih, a postepeno su postali uobičajen prizor širom zemlje. Mogućnost da se hamburgeri posluže kupcima dok su u svojim autima viđena je kao poslovna mogućnost od strane ogromnog broja fast-fud lanaca ali najviše Mekdonaldsa. Popularnost hamburgera uveliko je rasla među američkom populacijom tokom ovog perioda, a statistika indicira da je prosečan Amerikanac jeo tri komada sedmično.
Tokom Hladnog rata, hamburger je postao nacionalni simbol SAD. Kako su privatni socijalni iventi na otvorenom, uglavnom održavani u dvorištima iza kuće uz roštilj, postali široko rašireni tokom sredine 1950-ih — hamburger je stekao novu kulinarsku i društvenu relevantnost u zemlji. Do kraja 1960-ih, hamburgeri su počeli da rastu veličinom; različiti lanci hamburgera nadmetali su se jedan s drugim, što je rezultovalo time da Burger king pokrene ’projekat’ hoper a Mekdonalds kvorter paunder. Utrka između velikih lanaca postajala je sve intenzivnija, cene burgera su se povećale, a dani kada je hamburger mogao da se kupi za nekoliko centi bili su odbrojani.
Godina 1970-ih, veliki hamburger lanci počeli su da koriste znatne resurse u marketingu svojih proizvoda. Počeli su da se direktno nadmeću jedni s drugima preko svojih reklamnih kampanja, od čega je veći deo bilo komparativno reklamiranje sa ubačenim direktnim aluzijama i poređenjima. Mnogi Amerikanci su događaj kroz šalu nazivali „burger ratovima” (engl. Burger wars). Do kraja 1980-ih, kod velikih lanaca restorana otpočela je tzv. era slogana.

## Globalni fenomen
Moderni hamburger je razvijen u SAD, ali do kraja Drugog svetskog rata — sredinom 20. veka — počeo je da se širi u druge zemlje te kao fast-fud postao globalizovan. Glavni uzrok ove postepene globalizacije bio je uspeh velikih lanaca restorana. Njihove želje da šire svoje poslovanje i povećaju svoj profit rezultovale su nastankom tzv. franšiza širom sveta. Mekdonalds je bio među prvim lancima burgera koji je globalno uspostavljanje svog brenda uzeo za ozbiljno; kako god, nije bio jedini. Vimpi je počeo da radi u Ujedinjenom Kraljevstvu godine 1954, 20 godina pre nego što je Mekdonalds počeo s radom u zemlji; do 1970. godine proširio se na preko hiljadu restorana u 23 zemlje. U Zandamu, nedaleko od Amsterdama (Holandija), 21. avgusta 1971. godine Ahold je otvorio svoju prvu evropsku franšizu. Godina 1970-ih, Mekdonalds je počeo da se širi u Evropu i Australiju. U Aziji, Japan je doživeo osnivanje sopstvenih fast-fud lanaca godine 1972: engl. MOS Burger (jap. モスバーガー Mosu bāgā), skraćenica za „Planina, okean, Sunce”; — koji su na kraju postali direktni takmac Mekdonaldsu. Međutim, svi njegovi proizvodi bili su varijacije burgera usvojene u azijski svet — uključujući terijaki burger, takumi burger i rajs burger. U Hongkongu, Adži Ičiban (engl. Aji Ichiban (jap. 優の良品 Yū No Ryōhin); uproš: 优之良品; trad: 優之良品; pin: Yōu Zhī Liángpǐn) takmičio se s velikim lancima pre nego što se brzo proširio Azijom. Jedan od prvih automata za prodaju (engl. vending machine) proradio je u Amsterdamu godine 1941. pod brendom FEBO; njegovo ime je izvedeno iz originalnog mesta nastanka, Ferdinand bolstrat.
U isto vreme, hamburger je rastao što se tiče popularnosti širom sveta; na različitim lokacijama je preuzeo niz lokalnih odlika. Primeri ovoga uključuju mleveno meso dobijeno od lokalnih životinja — kao što je kengurovo meso u Australiji ili jela stila teks-meks poput čili kon karnea.
Širenje i standardizacija hamburgera doveli su do stvaranja cenovnog indeksa koji bi mogao da se koristi kao ekonomska referencija između različitih zemalja: Big mek indeks (engl. Big Mac Index), u Ekonomistu. U američkim dolarima, ovaj indeks meri određenu novčanu vrednost burgera u različitim delovima sveta — omogućavajući poređenje pariteta kupovne moći 120 nacionalnih ekonomija u kojima Mekdonalds posluje. Američki sociolog Džordž Ricer skovao je termin za povezani koncept, „mekdonaldizacija” (engl. McDonaldization); 1995. godine, u knjizi McDonaldization of Society (dosl. Makdonaldizacija društva).
Drugi nusproizvod globalizacije fast-fuda bilo je pravljenje međunarodnih takmičenja u kompetitivnom/takmičarskom jedenju, koja su uključivala takmičare iz mnogo različitih zemalja. Jedno od najpoznatijih je Kristal skver of (engl. Krystal Square Off), koje organizuje fast-fud lanac Kristal i sponzoriše Međunarodna federacija kompetitivnog jedenja (engl. International Federation of Competitive Eating, IFOC) odnosno Jedenje glavne lige (engl. Major League Eating, MLE); održava se anualno, od 2004. godine.

## Današnjica
U 20. veku, hamburger se javio kao centralna tema u nekim knjigama od. literaturi o kulinarstvu. Primer ovoga je Fast Food Nation: The Dark Side of the All-American Meal (dosl. Fast-fud nacija: Tamna strana sveameričkog obroka), koju je objavio istražni novinar Erik Šloser godine 2001; preispituje lokalni i globalni uticaj američke fast-fud industrije. Primer moderne varijacije hamburgera je takozvani „gurme burger” (енгл. gourmet burger), koji prave kuvari ot kuizina s patty-jima u kojima su luksuzni sastojci. Jedan od prvih takvih burgera je juna 2001. godine napravio kuvar Danijel Bulud iz Njujork Sitija, a prodat je za 29 dolara; bio je s pečenicom, rebarcima Bres, konzerviranim crnim gomoljačama i mirpoa povrćem. Menhetnski restoran „Old houmsted” (engl. Old Homestead), jedan od najstarijih stikhausa u zemlji, nudi hamburger od 44 dolara s japanskim vagjuom s govedinom i hlebom. Ot kuizin burger koji je napravio Ričard Bles, student Ferana Adrije — španskog kuvara iz Katalonije, uveden je 2004. godine u restoranu u Atlanti gde je poslužen s kristalnim lancem i svilenom trakom. Kao odgovor na vezu ot kuizina s hamburgerom, drugi su stvorili još skromnije verzije. Alberto Čikote iz Madrida pravi kućne hamburgere u svojoj kuhinji, koristeći iberijsku svinjetinu s domaćim kečapom i senfom. Godine 1993, Maks Šondor je napravio hamburger od soje. U epizodi crtane serije Sunđer Bob Kockalone, avanturistički naslovni lik posećuje popularne Krabi pati (engl. Krabby Patty) burgere Kebe Krabe — gde hamburgeri igraju značajnu i vidljivu ulogu u priči.
U Sjedinjenim Državama tokom 20. veka postojalo je mnogo ceremonija kojima se obeležavala stogodišnjica burgera. Na dve lokacije naročito organizovala su se okupljanja radi proslave 100 godina hamburgera. Jedna je Atens (Teksas); novembra 2006, u čast Flečera Dejvisa. U rezoluciji koju je dala država Teksas, ustanovljeno je da je Atens „Originalni dom hamburgera” (engl. Original Home of Hamburger). Međutim, u avgustu 2007. godine država Viskonsin je napravila istu tvrdnju što se tiče grada Simora, mesta gde živi Čarli Nagrin koji je isto tako govorio da je tvorac hamburgera.
Oba pomenuta američka grada vode se kao mesto nastanka hamburgera. U gradu Simoru svake godine se održava „Burger fest”, prve subote u avgustu.

### Nutritivne kontroverze
S kraja 20. veka, burger je bio uključen u nekoliko kontroverzi po pitanju svojih nutritivnih vrednosti. U doba kada je rastući broj svetske populacije postao ili pretio ili više svestan svoje mase, te potrebe za zdravom dijetom uopšteno, pojava izuzetno velikih burgera (popularno poznati kao „XXL hamburgeri”) stvorila je značajnu kontroverzu. Jedan primer za ovo je tripl huper, koji prelazi prag od hiljadu kalorija a koji je odredila Zdravstvena strategija protiv pretilosti (engl. Health Strategy Against Obesity) i koji promovišu zdravstveni instituti Španske asocijacije za hranidbenu i nutritivnu sigurnost (AESAN) — radeći na prevenciji rasta stope pretilosti kod svih ljudi ali posebno dece. Generalno, dijetolozi počinju da uočavaju da konzumacija hrane bogate kalorijama može da dovede do povećanja apetita. Kao odgovor na ovu poruku, mnogi lanci restorana su smanjili kalorije u burgerima koje prodaju — počevši od početka 20. veka. Krajem 20. veka, Mekdonalds je podigao optužnicu protiv dvojice ekoloških aktivista (Helen Stil i Dejvid Moris); bila je kolokvijalno poznata kao „Meklibel” (engl. McLibel). Mekdonalds je preduzeo ovu meru nakon što su aktivisti izdali pamflet pod nazivom Šta je pogrešno s Mekdonaldsom: Sve što oni ne žele da vi znate (engl. What's wrong with McDonald's: Everything they don't want you to know), prema kojem je kasnije nastao dokumentarac naslova McLibel.

### Mediji
Godine 2004, Morgan Sperlok je ukazao na opsesivnu konzumaciju hamburgera kod mnogih Amerikanaca — tako što je režirao dokumentarac Super Size Me, u kojem je i igrao. U filmu, on jede samo hranu iz Mekdonaldsa ceo jedan mesec, te dokumentuje kako mu se zdravlje menja. Iste godine je bila i premijera filma Harold & Kumar Go to White Castle, u kojem su u prvom planu restorani Vajt kasl. Dve godine kasnije (2006), film Fast Food Nation predstavio je fiktivnu reprezentaciju intriga i mahinacija mesnoprerađivačke industrije na granici između Meksika i Sjedinjenih Država. U velikoj meri je zasnovan na knjizi Fast Food Nation: The Dark Side of the All-American Meal iz 2001. godine.

## Napomene
1. ↑  Burger nekad označava samu pljeskavicu ili zemičku. Reč ham na engleskom označava šunku (svinjetinu), iako je u praksi hamburger sa junećim/goveđim mesom.
2. ↑  E. Vejd je 26. januara 1829. godine registrovao patent broj x5348 za instrument naziva Meat Cutter (sekač/rezač mesa).
3. ↑  G. A. Kofman iz Virdžinije je 28. februara 1845. godine primio patent broj 3935 za Improvement in Machines for Cutting Sausage-Meat (Poboljšanje kod mašina za rezanje mesa za kobasice).

## Spoljašnje veze
- Hamburger kroz istoriju
- Istorija zagrebačkih hamburgera
- Hamburger: Istorija, Džoš Ozerski